# Suranne Jones

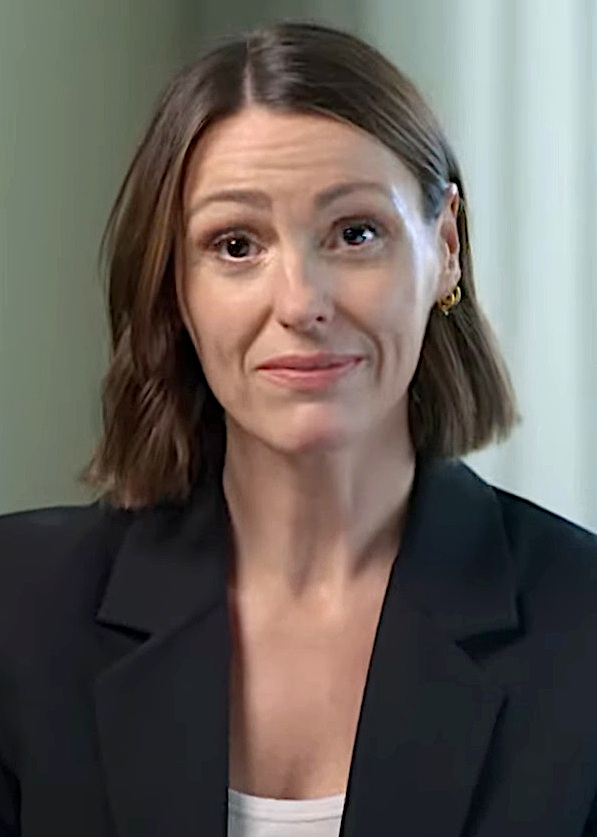
Suranne Jones im Jahr 2023

Suranne Jones (* 27. August 1978 in Chadderton, Oldham als Sarah Anne Jones) ist eine britische Produzentin sowie Theater- und Filmschauspielerin.

## Leben und Karriere
Suranne Jones wurde als Sarah Anne Jones geboren. Ihre Eltern Chris und Jenny Jones waren als Ingenieur und Sekretärin tätig. Jones hat einen älteren Bruder, Gary. Tatsächlich sollte sie den Namen Suranne tragen, da dies auch der Name ihrer Urgroßmutter war. Der Priester ihres Vaters – welcher auch ihre Taufe vollzog – war allerdings der Meinung, dass dies kein ordentlicher Vorname sei und nötigte den Vater zu einer Abänderung.
Ihre Karriere begann Jones 1997 mit einer Gastrolle in der vielfach ausgezeichneten britischen Soap Coronation Street. Von 2000 bis 2004 kehrte sie als Karen McDonald zu der Serie zurück und erlangte durch die Rolle erste Bekanntheit in Großbritannien. Es folgten Rollen in Fernsehserien wie Vincent, Strictly Confidential oder Harley Street.
Ihren endgültigen Durchbruch und die Reputation als glaubwürdige Leading Lady brachte ihr 2009 die Miniserie Unforgiven ein, in der sie die verurteilte Mörderin Ruth Slater verkörperte. 2010 folgte das vierteilige Fernsehdrama Single Father, in dem sie an der Seite von David Tennant und Laura Fraser ebenfalls eine der Hauptrollen mimte. Im deutschsprachigen Raum ist ihre wohl bekannteste Rolle die der leitenden Kriminalbeamten Rachel Bailey in der Serie Scott & Bailey. Auch die Idee für diese stammt von ihr und Schauspielkollegin Sally Lindsay. Für die fünfte und letzte Staffel dieser Krimiserie agierte sie zusätzlich als Executive Producer.
2016 wurde sie für ihre Hauptrolle in der Serie Doctor Foster unter anderem mit dem NTA und dem BAFTA-TV als beste Darstellerin ausgezeichnet. Sie spielte darin 2015 und erneut 2017 die beruflich erfolgreiche aber unglücklich verheiratete Hausärztin Gemma Foster.
2018 wirkte Jones in der Serie "Save me" mit, die 2020 in einer zweiten Staffel mit dem Titel "Save me too" fortgesetzt wurde. Eine dritte Staffel wird 2022 erwartet. Jones verkörpert darin Claire, deren 13-jährige Tochter Opfer einer Entführung wird. Gemeinsam mit ihrem Ex-Partner, der auch der Vater ihrer Tochter ist, startet Claire eine verzweifelte Suchaktion.
2019 folgte eine weitere preisgekrönte Hauptrolle in der TV-Serie Gentleman Jack, einer britisch-amerikanischen Co-Produktion aus der Feder von Sally Wainwright. Die zweite Staffel der Serie über die britische Gutsherrin und Tagebuchautorin Anne Lister (1791–1840) wird ab dem 10. April 2022 beim britischen TV-Sender BBC One und ab dem 25. April bei HBO Max in den USA ausgestrahlt. Ein deutscher Erscheinungstermin ist derzeit noch nicht bekannt.
Am 5. August 2021 trat Jones in der Titelrolle von „I Am Victoria“ auf. Dabei handelte es sich um die erste Episode der zweiten Staffel der Drama-Serie "I Am…" von BAFTA-Preisträger Dominic Savage. In der Folge verkörperte Jones auf sehr eindringliche Weise eine Frau mit psychischen Problemen, was ihr viel Lob von der Kritik einbrachte.
Im gleichen Jahr übernahm Jones die Hauptrolle von DCI Amy Silva in der 6-teiligen BBC-Serie „Vigil“, die ab dem 29. August 2021 wöchentlich in Großbritannien ausgestrahlt wurde. Im deutschen Fernsehprogramm war die Serie erstmals im Januar 2022 beim TV-Sender Arte zu sehen. Der U-Boot-Thriller mit einer zugrunde liegenden lesbischen Liebesgeschichte zog durchschnittlich 13,4 Millionen Zuschauer an und wurde zum erfolgreichsten Drama der BBC der letzten Jahre.
Im März 2022 wurde das erste Projekt von TeamAkers, der von Jones und ihrem Ehemann Laurence Akers gegründeten Produktionsfirma, mit dem Titel „Maryland“ angekündigt, ein dreiteiliges Drama, das auf der Isle of Man spielt.
Zu Jones’ Theaterrollen zählen A Few Good Men (2005), Blithe Spirit (2009), Top Girls (2011), Beautiful Thing (2013), Orlando (2014) und Frozen (2018).
Jones lebt in London und ist seit 2014 mit dem Produzenten und Drehbuchautor Laurence Akers verheiratet. Im März 2016 kam ihr gemeinsamer Sohn zur Welt.

## Filmografie (Auswahl)
- 1997: Coronation Street (Fernsehserie, eine Folge, ab 2000 in anderer Rolle)
- 1998: City Central (Fernsehserie, eine Folge: A Quiet Evening In)
- 1998: The Grand (Fernsehserie, eine Folge)
- 1999: My Wonderful Life (Fernsehserie, 5 Folgen)
- 2000–2004: Coronation Street (Fernsehserie, 494 Folgen)
- 2004: Punch (Kurzfilm)
- 2005: Celebrate “Oliver!” (Fernsehfilm, erste Hauptrolle, erstes Musical)
- 2005–2006: Vincent (Fernsehserie, alle 8 Folgen)
- 2006: Strictly Confidential (Fernsehserie, alle 6 Folgen)
- 2007: Dead Clever: The Life and Crimes of Julie Bottomley (Fernsehfilm)
- 2008: Harley Street (Fernsehserie, alle 6 Folgen)
- 2009: Unforgiven (dreiteilige Miniserie)
- 2009: The Sarah Jane Adventures (Fernsehserie, Gastauftritt als Mona Lisa: Doppelfolge 3x09/3x10 Mona Lisa’s Revenge)
- 2010: Five Days (Fernsehserie, 5 Folgen)
- 2010: Single Father (vierteilige Miniserie)
- 2011: Doctor Who (Fernsehserie, Gastauftritt als Idris (personifizierte TARDIS): Folge N-6x04 The Doctor’s Wife)
- 2011–2016: Scott & Bailey (Fernsehserie, alle 33 Folgen) – Executive Producer für 3 Folgen
- 2012–2014: A Touch of Cloth (Fernsehserie, alle 6 Folgen)
- 2012: The Secret of Crickley Hall (Fernsehserie, 3 Folgen)
- 2013: Playhouse Presents (Fernsehserie, Gastauftritt als sie selbst, Folge 2x06 Stage Door Johnnies)
- 2013: Lawless (Pilotfilm)
- 2014: The Crimson Field (Fernsehserie, alle 6 Folgen)
- 2015–2017: Doctor Foster (Fernsehserie, alle 10 Folgen) – Associate Producer der zweiten Staffel
- 2015: A Christmas Star
- 2016: Brian Pern: 45 Years of Prog and Roll (separate 3. Staffel der Fernsehserie The Life of Rock with Brian Pern, eine Folge)
- 2018: Vanity Fair (Fernsehserie, 2 Folgen)
- seit 2018: Save Me (Fernsehserie, 13 Folgen)
- 2019–2022: Gentleman Jack (Fernsehserie, 16 Folgen)
- 2021: I Am Victoria (1 Episode)
- 2021: Vigil – Tod auf hoher See (Vigil, Fernsehserie, 6 Folgen)
- 2025: The Masked Singer (Fernsehsendung, Gastjurorin Folge 6x3)

## Theaterrollen
| Jahr | Stück                                                                   | Rolle                | Theater                                       |
| ---- | ----------------------------------------------------------------------- | -------------------- | --------------------------------------------- |
| 2005 | Eine Frage der Ehre (A Few Good Men)                                    | Joanne Galloway      | Theatre Royal Haymarket, London               |
| 2006 | Schneewittchen und die sieben Zwerge (Snow White and the Seven Dwarves) | Snow White           | Manchester Opera House                        |
| 2007 | Zeit der Zärtlichkeit (Terms of Endearment)                             | Emma Greenway Horton | York Theatre Royal                            |
| 2009 | Geisterkomödie (Blithe Spirit)                                          | Ruth Condomine       | Manchester Royal Exchange Theatre             |
| 2011 | Top Girls                                                               | Marlene              | Minerva Theatre, Chichester (Theaterfestival) |
| 2013 | Beautiful Thing                                                         | Sandra               | Arts Theatre, London                          |
| 2014 | Orlando                                                                 | Orlando              | Manchester Royal Exchange Theatre             |
| 2018 | Frozen                                                                  | Nancy                | Theatre Royal Haymarket                       |

## Auszeichnungen
BAFTA
- Fernseh-BAFTA 2016: Beste Schauspielerin; für Doctor Foster – gewonnen[14]

National Television Awards
- 2003: Beliebteste Schauspielerin; für Coronation Street – nominiert
- 2004: Beliebteste Schauspielerin; für Coronation Street – gewonnen
- 2010: Herausragende Darbietung (Drama); für Five Days – nominiert
- 2012: Beste Darstellerin (Drama); für Scott & Bailey – nominiert
- 2013: Beste Darstellerin (Drama); für Scott & Bailey – nominiert
- 2014: Bester Fernseh-Detektiv; für Scott & Bailey – nominiert[15]
- 2016: Beste Darbietung (Drama); für Doctor Foster – gewonnen
- 2018: Beste Darbietung (Drama); für Doctor Foster – gewonnen
- 2020: Beste Darbietung (Drama); für Gentleman Jack – nominiert

TV Choice Award
- 2010: Beste Schauspielerin; für Five Days – nominiert
- 2016: Beste Schauspielerin; für Doctor Foster – nominiert[16]

Royal Television Society Award
- 2009: Beste Schauspielerin; für Unforgiven – nominiert
- 2011: Beste Darbietung (Drama); für Scott & Bailey – gewonnen[17]
- 2016: Beste Schauspielerin; für Doctor Foster – gewonnen[18]
- 2020: Beste Schauspielerin; für Gentleman Jack – nominiert[19]

WhatsOnStage Award, vormals Theatregoers’ Choice Award
- 2005: Beste Nebendarstellerin; für A Few Good Men – gewonnen[20]
- 2013: Beste Schauspielerin; für Beautiful Thing – nominiert[21]

UK Theatre Award
- 2014: Beste Darbietung in einem Theaterstück; für Orlando: A Biography – nominiert[22]

Manchester Theatre Awards
- 2015: Beste Schauspielerin; für Orlando: A Biography – nominiert[23]

Broadcasting Press Guild Award
- 2016: Beste Schauspielerin; für Doctor Foster – gewonnen[24]
- 2020: Beste Schauspielerin; für Gentleman Jack – nominiert[25]

South Bank Show Award
- 2009: The Times Breakthrough Award; für Unforgiven – nominiert

British Soap Awards
- 2004: Beste Schauspielerin; für Coronation Street – gewonnen
- 2005: Beste Schauspielerin; für Coronation Street – gewonnen

TV Times Award
- 2017: Beste Schauspielerin; für Doctor Foster – gewonnen
- 2019: Beste Schauspielerin; für Gentleman Jack – gewonnen